# Peggy Cass
Mary Margaret "Peggy" Cass (født 21. maj 1924, død 8. marts 1999) var en amerikansk teater-, tv- og filmskuespiller. Hun blev nomineret til en Oscar for bedste kvindelige birolle for sin præstation i filmen Auntie Mame. Cass var også særdeles aktiv på tv som paneldeltager og komiker i diverse quizprogrammer og talkshows som f.eks. The Match Game, To Tell the Truth og Tonight Starring Jack Paar.